# Cynanchum africanum
Cynanchum africanum är en oleanderväxtart som först beskrevs av Carl von Linné, och fick sitt nu gällande namn av Johann Centurius von Hoffmannsegg. Cynanchum africanum ingår i släktet Cynanchum och familjen oleanderväxter. Inga underarter finns listade i Catalogue of Life.